# Peter C. Doherty
Peter C. Doherty, född 15 oktober 1940 i Brisbane, är en australisk veterinär och immunolog. 
Han tilldelades, tillsammans med Rolf M. Zinkernagel Nobelpriset i fysiologi eller medicin 1996 "för deras upptäckter av det cellstyrda immunförsvarets specificitet".
Doherty tog veterinärsexamen vid University of Queensland, Australien, 1966, och filosofie doktorsexamen vid University of Edinburgh, Skottland, 1970. Sedan 1988 är han professor vid University of Tennessee, Memphis, Tennessee, USA.
Dohertys och Zinkernagels forskning har visat hur immunförsvaret upptäcker virusinfekterade celler i kroppen.
Dessa upptäckter har lagt en grund för förståelsen av de allmänna mekanismer som gör att immunförsvarets olika försvarsceller kan känna igen, och skilja på, främmande mikroorganismer och kroppsegna molekyler. Upptäckterna har varit mycket betydelsefulla både för ansträngningar att förstärka immunförsvaret mot infektioner och vissa former av cancer, och att minska effekterna vid
autoimmuna reaktioner vid sjukdomar som reumatism, multipel skleros och diabetes.
1995 tilldelades han Albert Lasker Basic Medical Research Award.